# 頤和園
頤和園（いわえん）は、中華人民共和国北京市海淀区に位置する庭園公園。中国の歴代皇帝により整備され、面積は297haと広大である。園地の大部分を占める人工湖「昆明湖」と高さ60mの人工山「万寿山」が特徴である。1998年、ユネスコの世界遺産（文化遺産）に登録された。中国の5A級観光地（2007年認定）。

## 歴史
1153年（貞元元年）、金朝の海陵王は頤和園内の香山・玉泉山に金山行宮を設置している。元朝が大都に都を置いた後、水運整備の必要性から、郭守敬は上流の水源開発を行い、昌平県白浮村の神山泉から疏水し、宮廷で使用する水源を確保すると共に水運のための貯水池とした。
明代の1494年（弘治7年）、弘治帝の乳母であった佐聖夫人羅氏により甕山前に円静寺が建立（後に荒廃）された。これ以降、甕山周辺の園林が次第に増加し、正徳帝は湖畔に行宮を建設し「好山園」と命名、皇室園林としての利用が始まり、また「甕山」を「金山」と、「甕山泊」を「金海」と改名し、正徳帝や万暦帝が舟遊びのため行幸している。天啓帝の時代になると朝廷内部で権勢を振るった魏忠賢により山園が所有されるにいたった。清朝の初期には宮廷の養馬場として牧草地となっていた。
頤和園が現在の規模になったのは清朝6代皇帝乾隆帝の時代で、当時は「清漪園」と呼ばれていた。1750年（乾隆15年）、乾隆帝は母の崇慶皇太后（孝聖憲皇后）の還暦を祝い、西湖の西に高水湖及び養水湖を掘削し拡張した。乾隆帝は3つの湖を合わせて「昆明湖」と命名した。これは漢の時代に漢武帝が昆明池を掘削して水軍の訓練を行った故事に因む。また、湖の掘削で発生した土砂を利用して甕山を拡大し「万寿山」と改称した。1764年（乾隆29年）、洋銀480余万両の費用を費やした清漪園が概ね完成した。湖の水は農業用水としても利用された。当時の清漪園は居住及び政務施設が乏しかったため乾隆帝の行幸は日帰りに限られていた。
道光年間以降は国力の衰退に伴い清漪園は次第に荒廃し、庭園は雑草に覆われるようになった。1860年（咸豊10年）、アロー戦争で清漪園と隣の円明園は戦場となり、円明園の西洋風宮殿が破壊された。
1875年に即位した光緒帝はわずか3歳で、実権は母の姉にあたる西太后が掌握した。西太后は自身の居所である清漪園の再建に莫大な費用をかけた。造営は1884年から1895年にかけて行われ、完成後「頤和園」と改称された。しかし、この経費は北洋艦隊を整備する海軍予算を総理海軍事務衙門大臣であった醇親王奕譞を通して流用したもので、清朝の軍備増強に大きく影響し、日清戦争敗北の原因の1つになったと言われている。
1900年（光緒26年）、義和団の乱を鎮圧すべく出兵した八ヶ国連合軍の一部により破壊を受けたが、1902年（光緒28年）に修復されている。
中華民国が成立すると頤和園は清室の私有財産とされ、1914年には有料での一般開放がなされた。1924年に溥儀が紫禁城から放逐されると、頤和園は北平特別市政府に接収され公園とされた。
1949年、中華人民共和国が成立すると頤和園には中国共産党中央党校が設置された。またその後も柳亜子や江青などが園中の聴鸝館等に居住していた。1953年以降、頤和園は公園となり一般開放された。

## 交通

### 地下鉄およびライトレール

#### 北宮門駅
- 北京地下鉄4号線

#### 西苑駅
- 北京地下鉄4号線
- 北京地下鉄16号線

#### 頤和園西門駅
- ライトレール西郊線

### 地下鉄北宮門駅経由
- 303系統（西苑バスターミナル～西閘）
- 332系統（地下鉄北宮門駅～前門）
- 346系統（西苑バスターミナル～鳳凰嶺）
- 384系統（中関村一街～西玉河バスターミナル）
- 394系統（北京西駅～韓家川）
- 563系統（香山公園東門～西直門バスターミナル）
- 563系統-区間車（香山公園東門～西苑）
- 584系統（大鐘寺～頤和山荘）
- 601系統（地下鉄北宮門駅～和平東橋）
- 夜8系統（地下鉄北宮門駅～小馬廠）

### 頤和園新建宮門経由
- 74系統（菜戸営西路～頤和園新建宮門）
- 374系統（北京西駅～頤和園新建宮門）
- 437系統（地下鉄安河橋北駅～公主墳北）

### 頤和園西門経由
- 469系統（頤和園西門～地下鉄海淀五路居駅）
- 539系統（頤和園西門～万柳中路北口）
- 専129系統（頤和園西門～阜玉路口北）

## 登録基準
この世界遺産は世界遺産登録基準のうち、以下の条件を満たし、登録された（以下の基準は世界遺産センター公表の登録基準からの翻訳、引用である）。
- (1) 人類の創造的才能を表現する傑作。
- (2) ある期間を通じてまたはある文化圏において、建築、技術、記念碑的芸術、都市計画、景観デザインの発展に関し、人類の価値の重要な交流を示すもの。
- (3) 現存するまたは消滅した文化的伝統または文明の、唯一のまたは少なくとも稀な証拠。

## ギャラリー

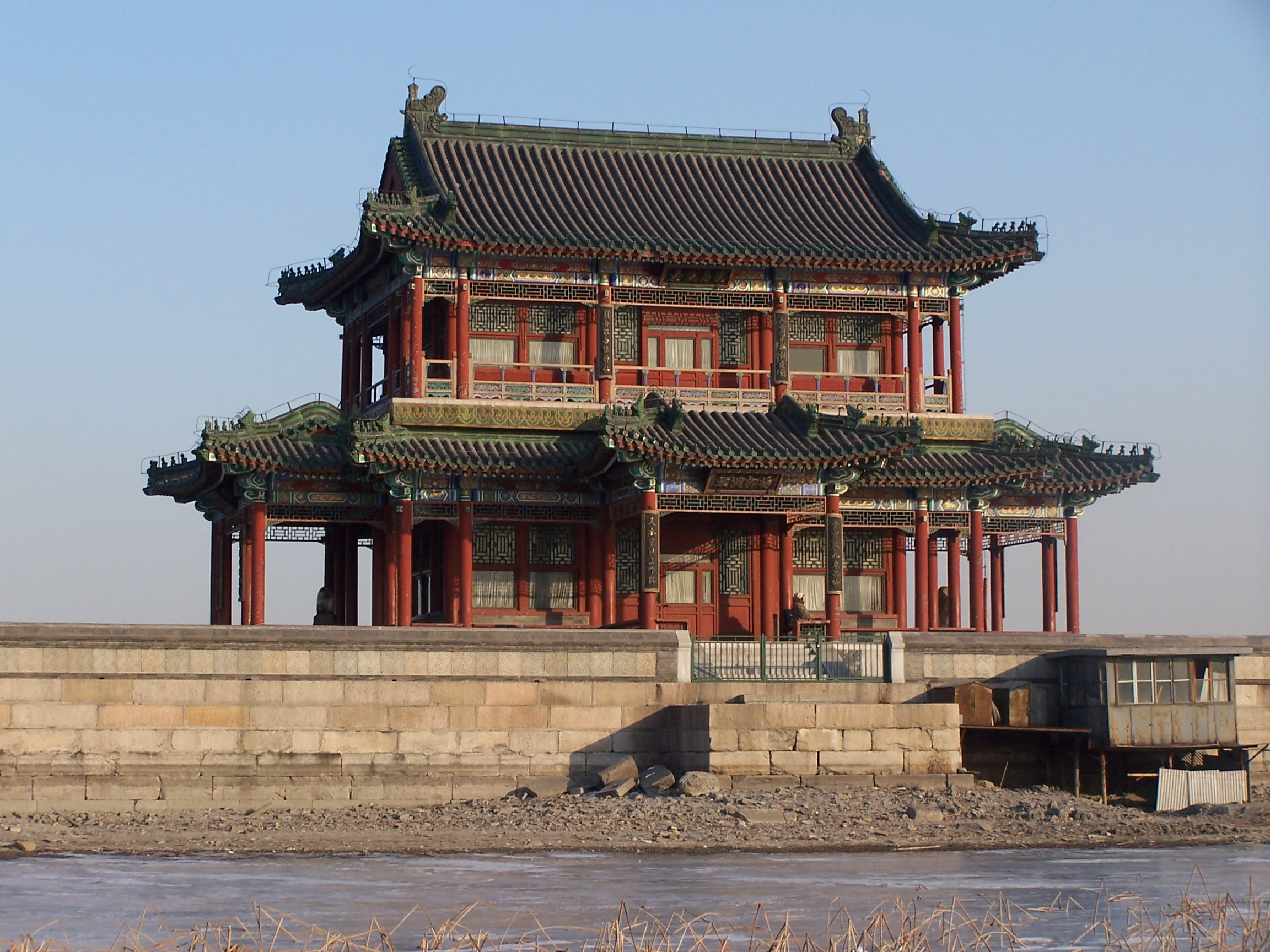
景明楼
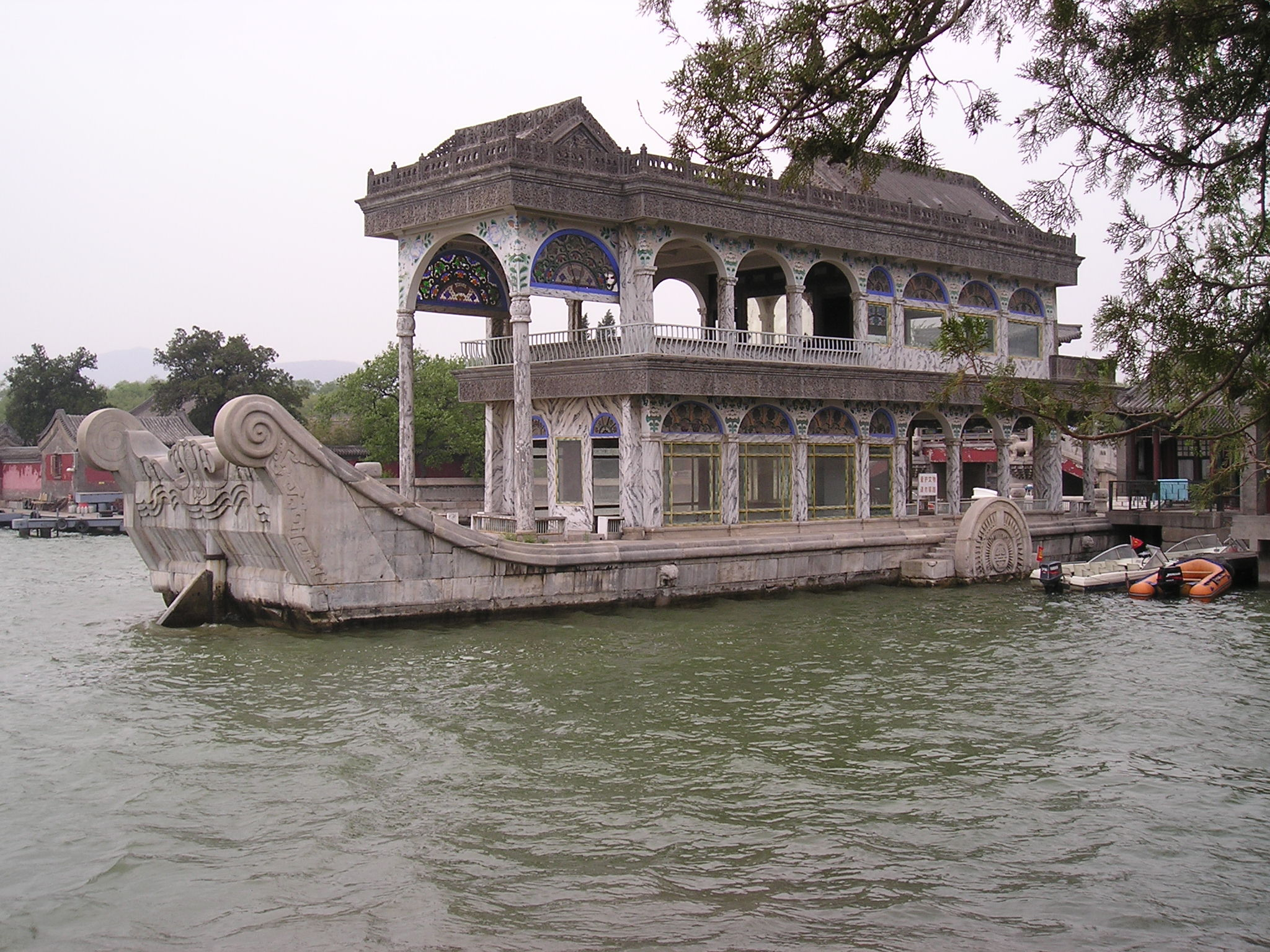
石舫
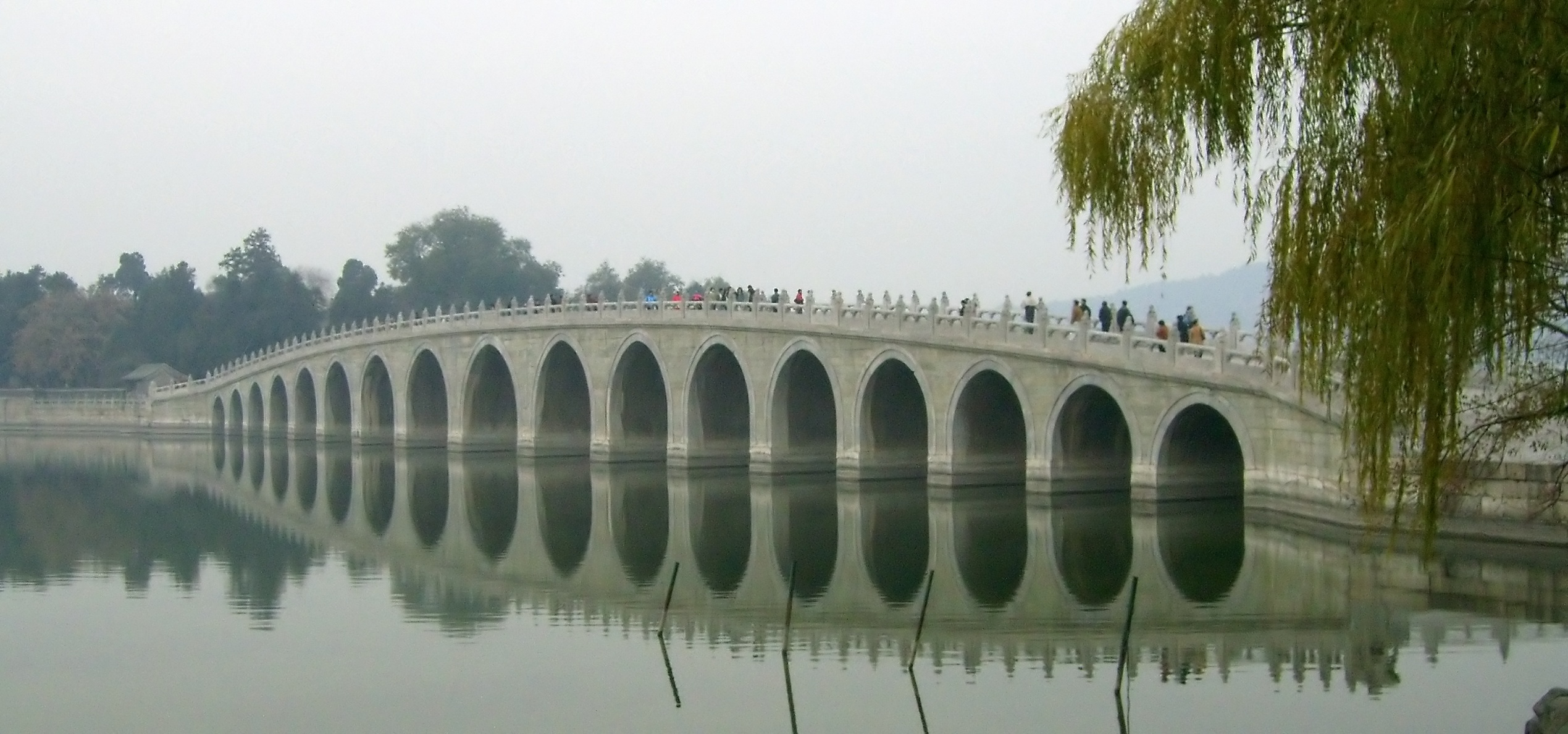
十七孔橋
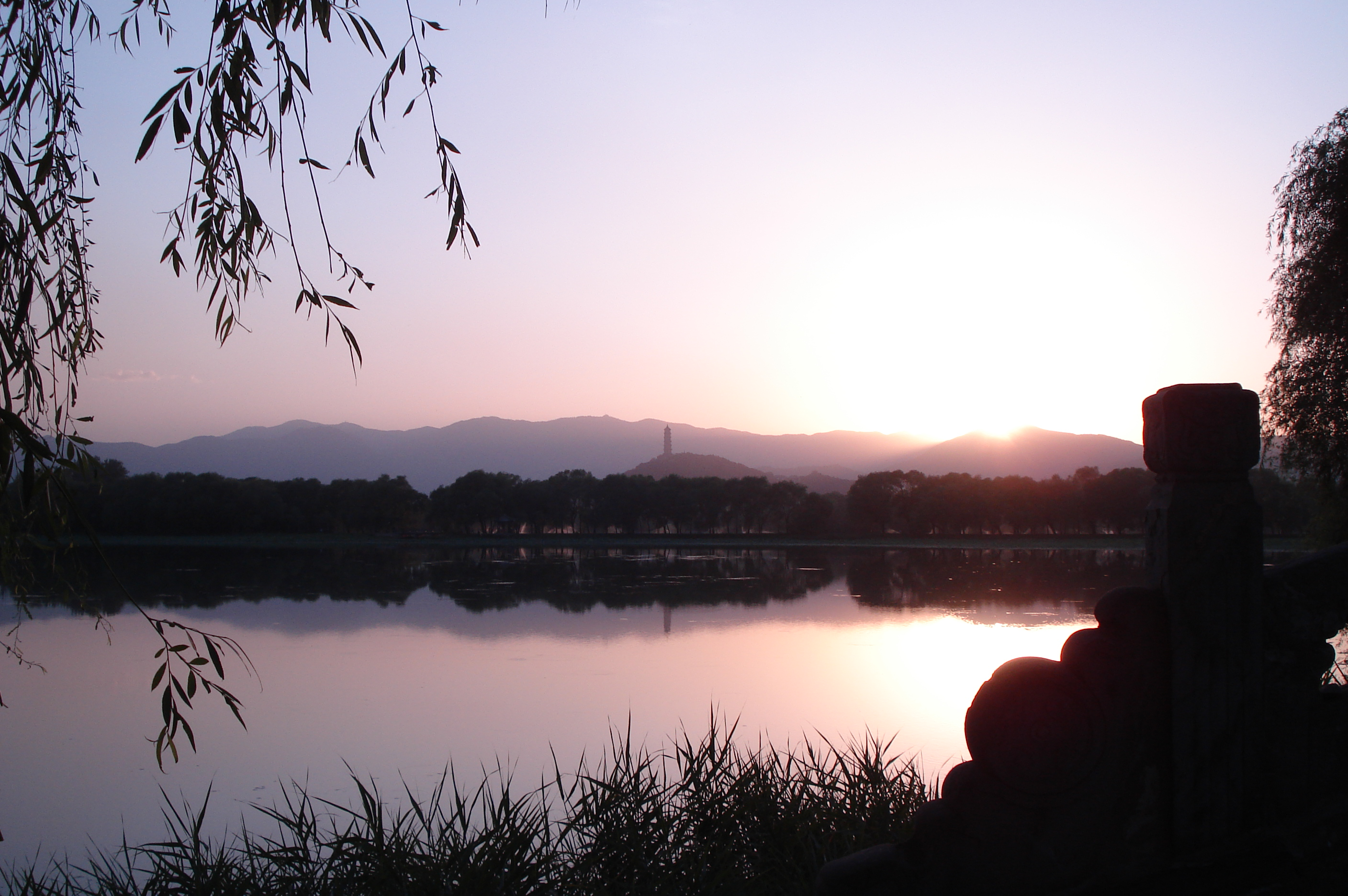
西湖
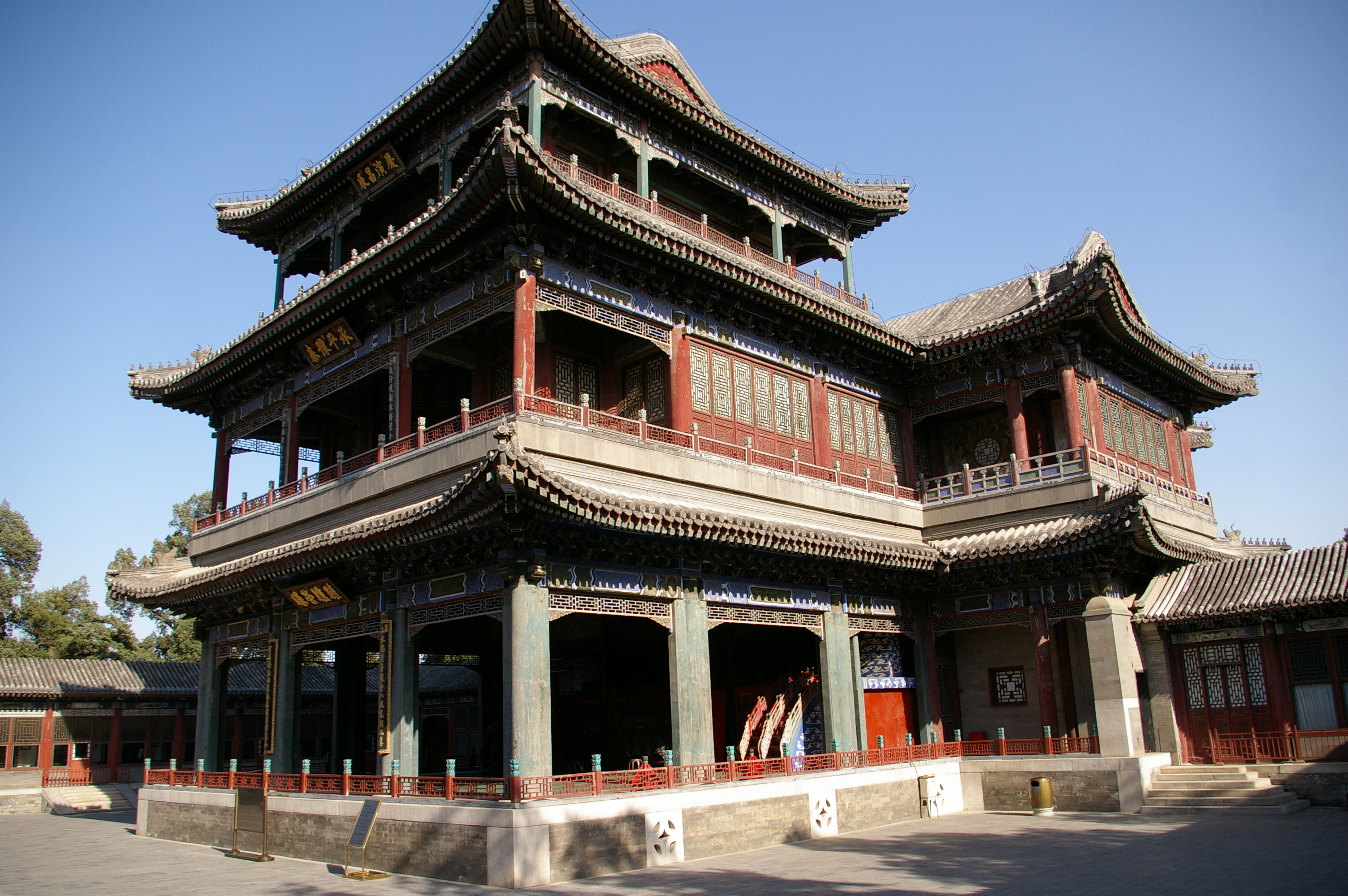
徳和園
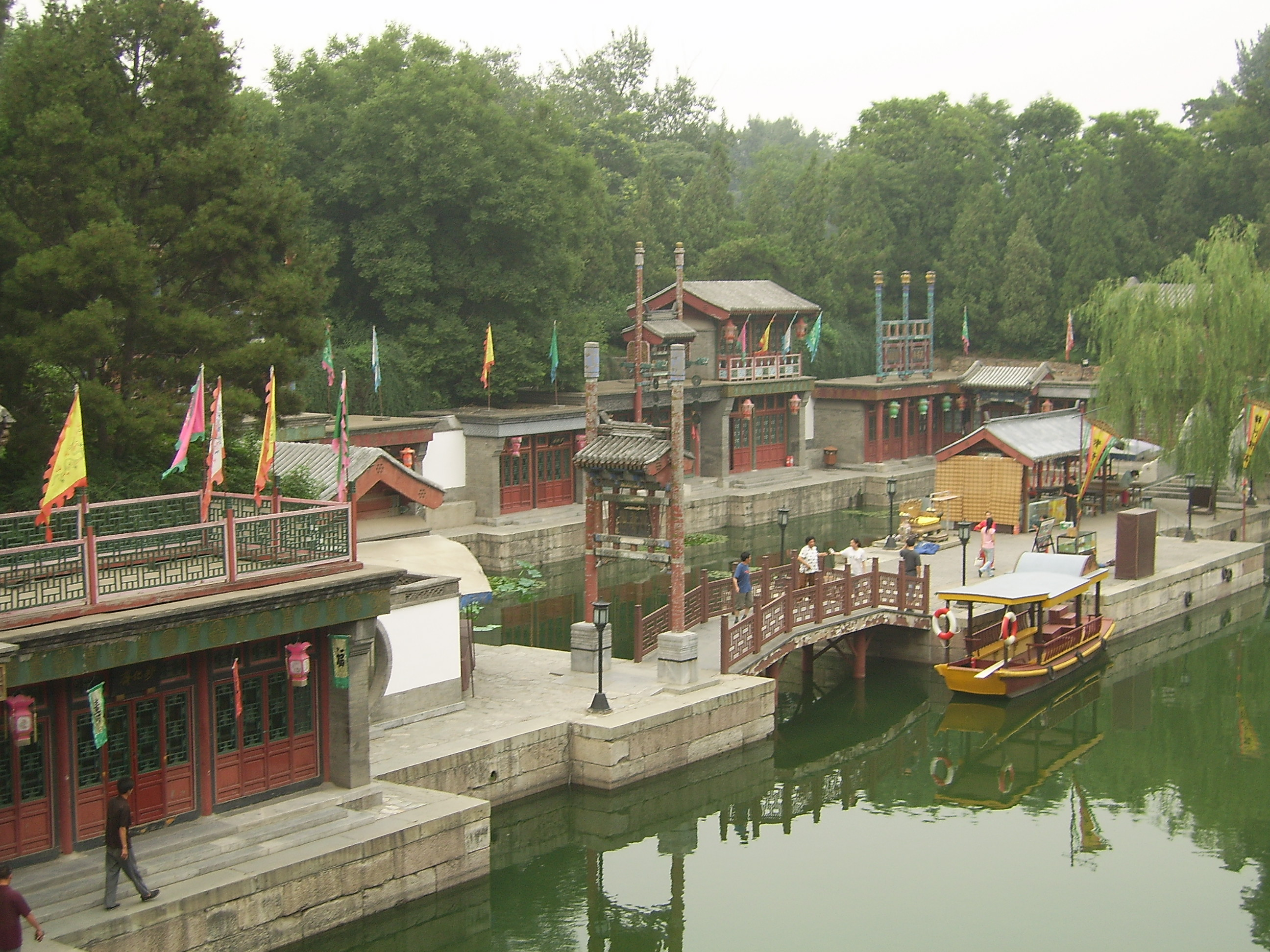
蘇州街
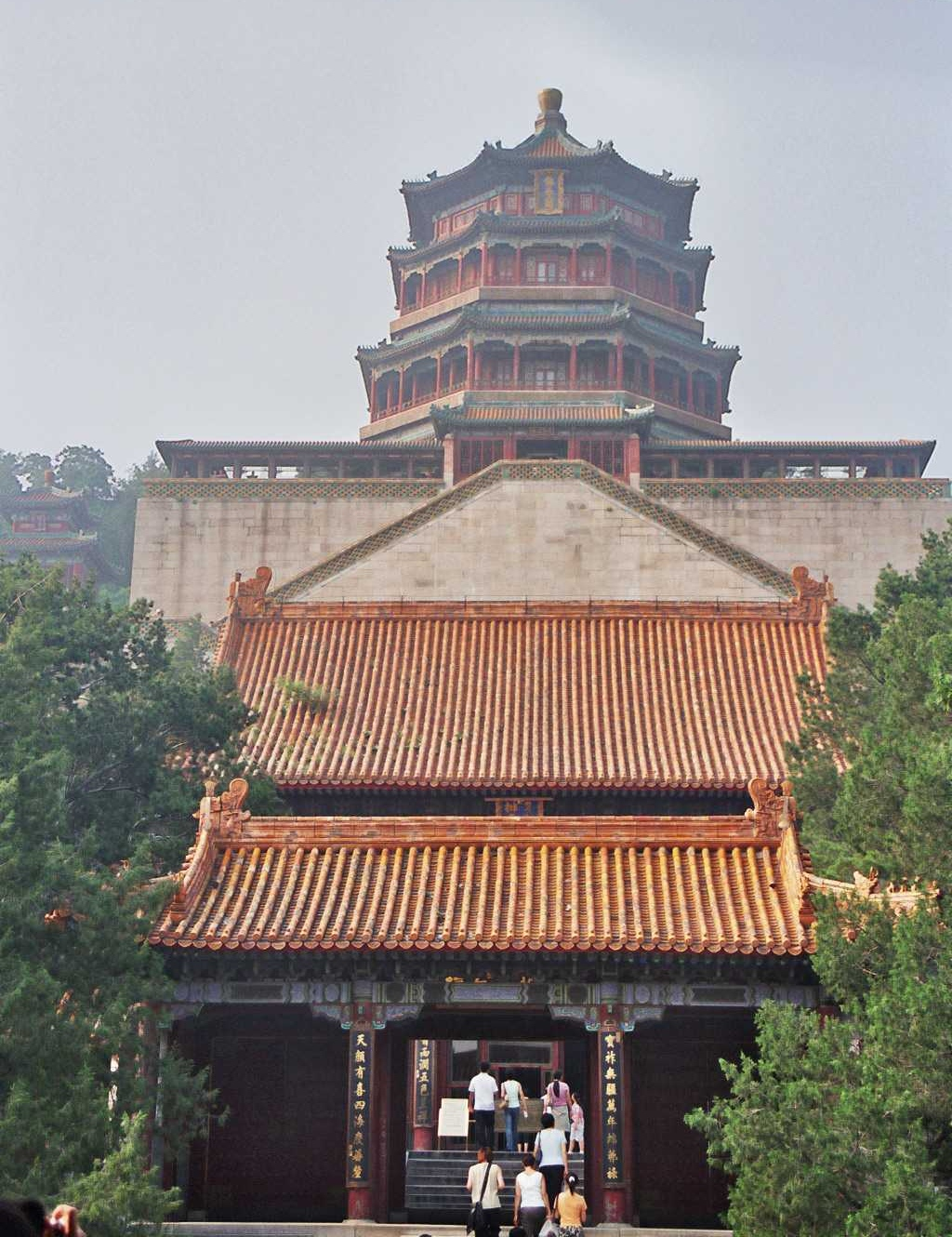
仏香閣
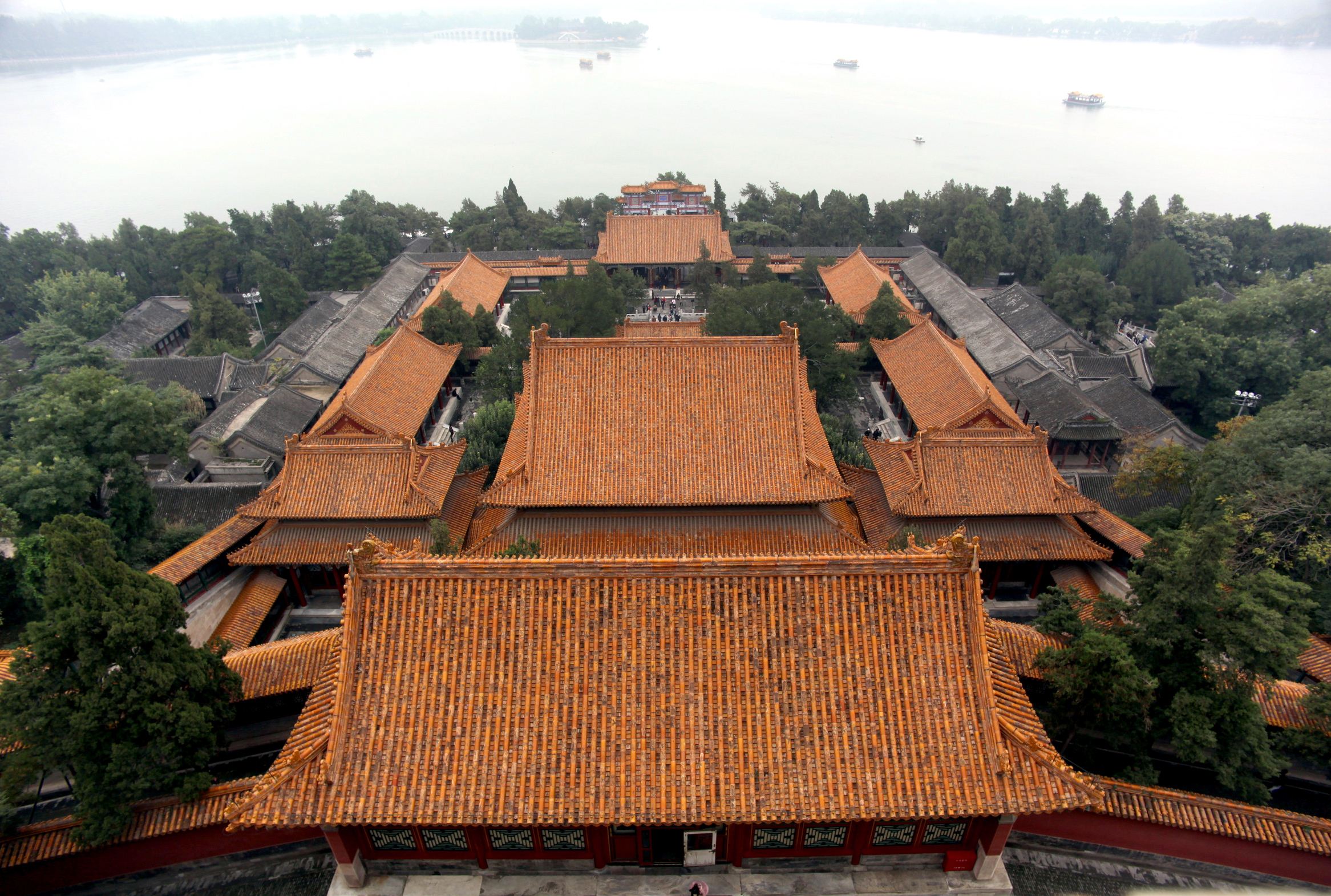
仏香閣からの眺め